# Joroba

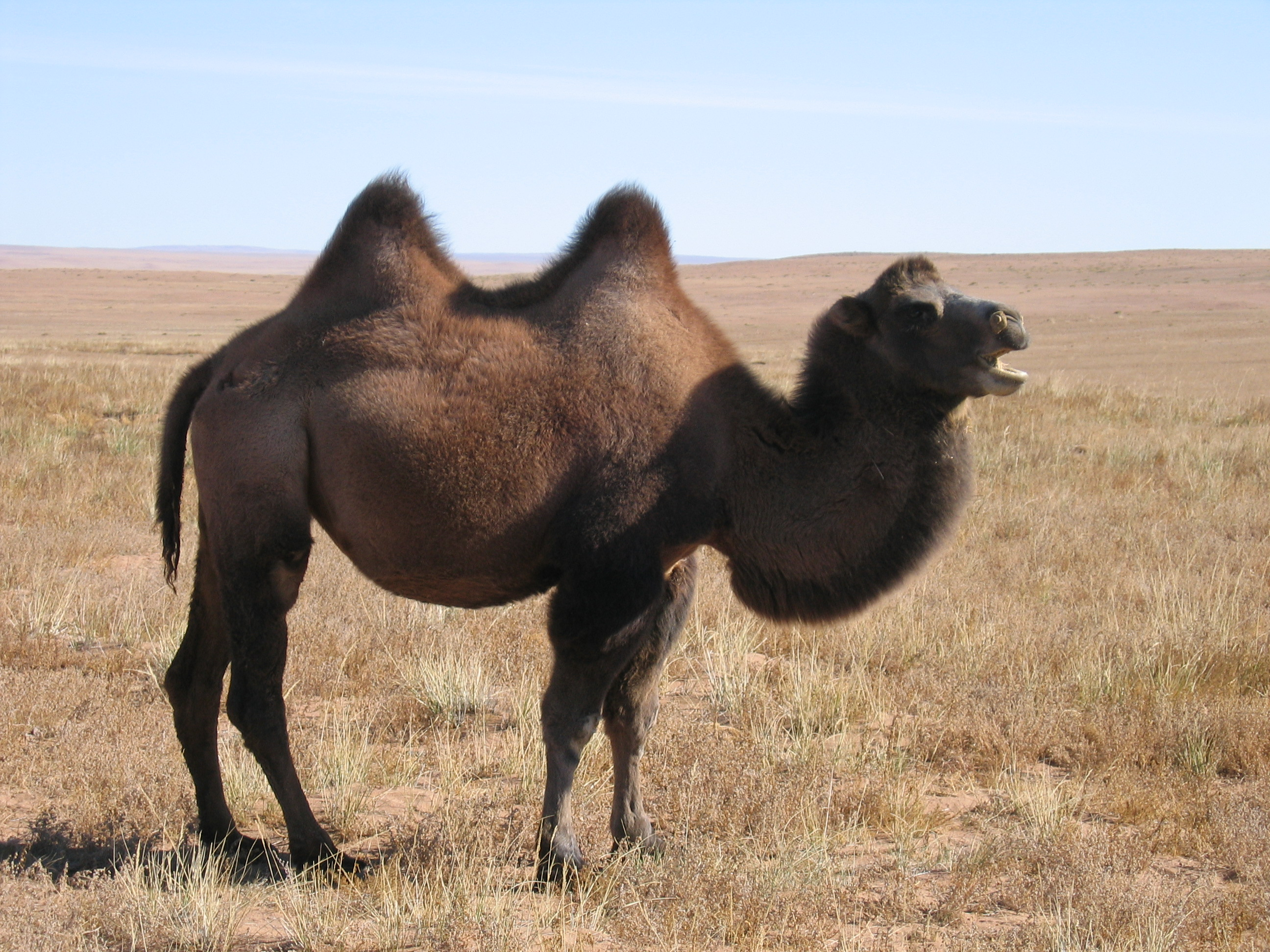
Camello bactriano doméstico.

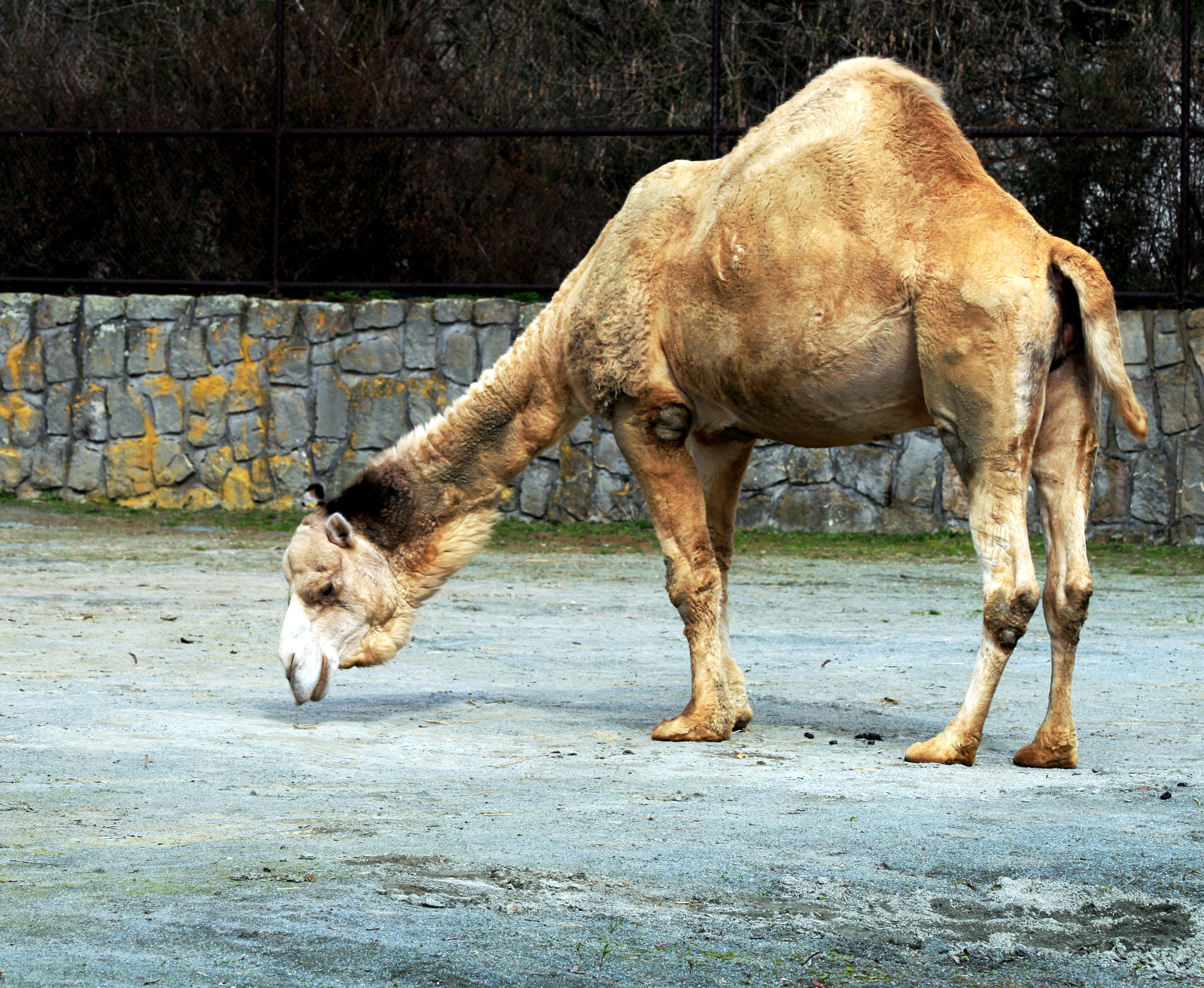
Dromedario.

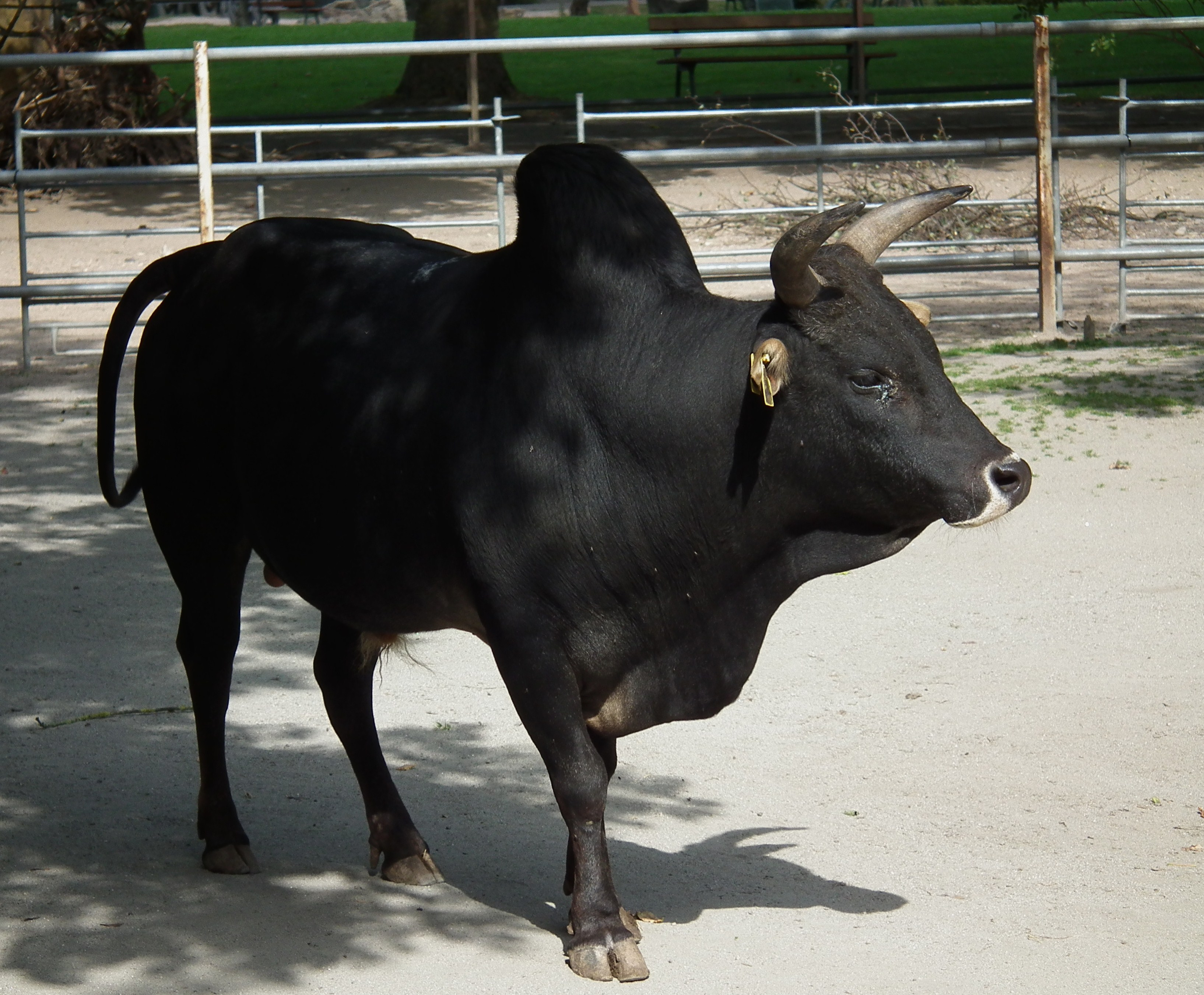
Un cebú.

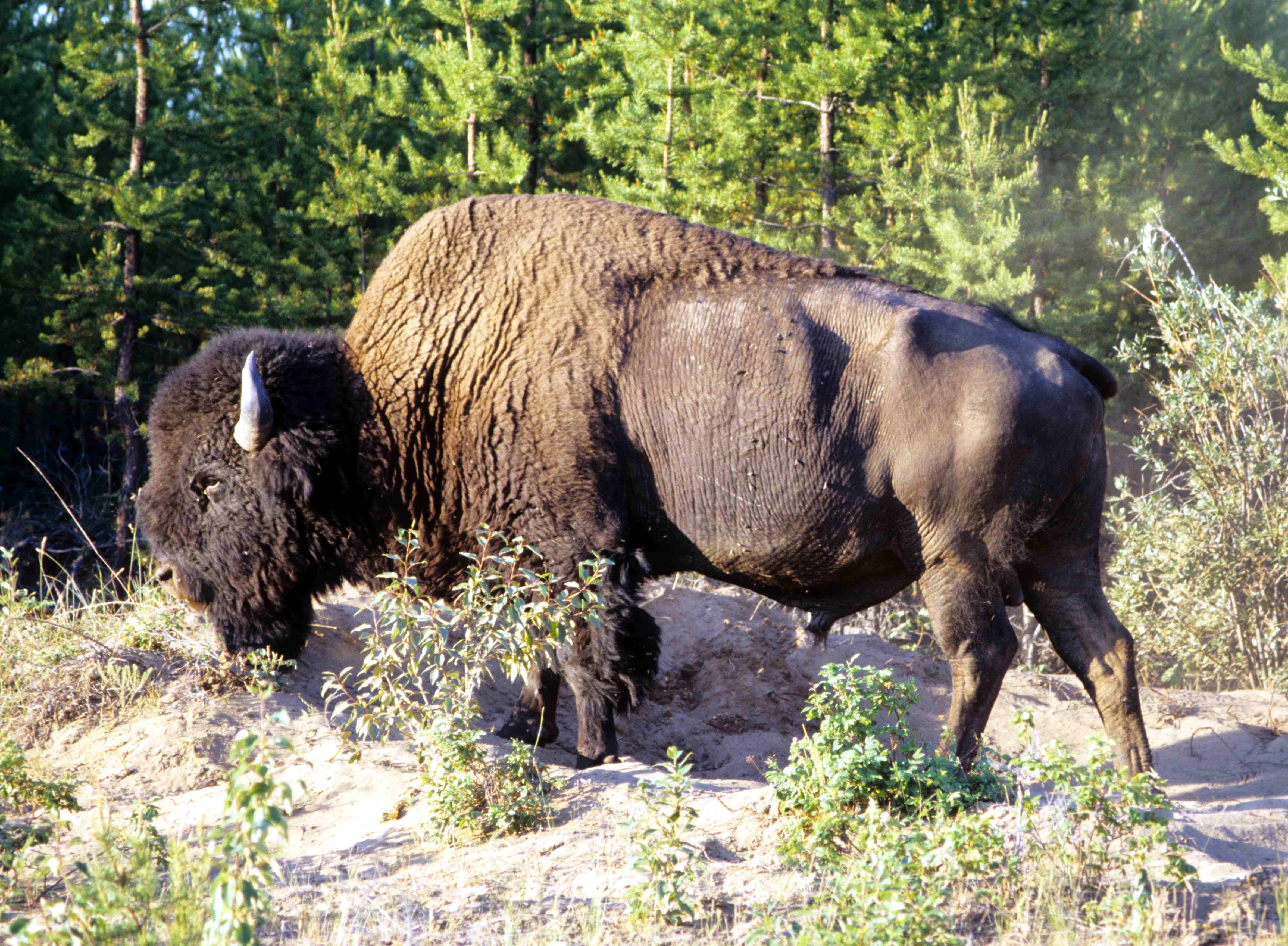
Bisonte americano.

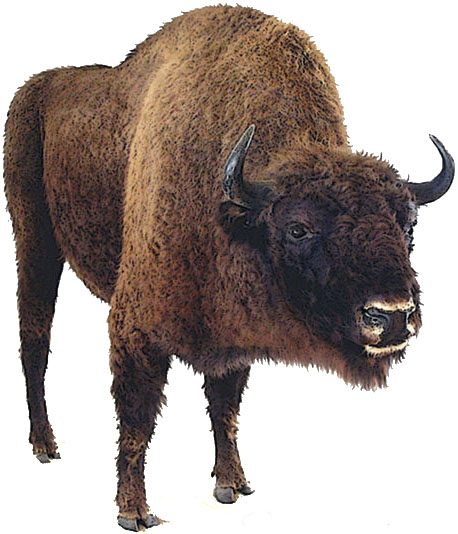
Bisonte europeo.

Se denomina joroba o giba a una región corporal que presentan algunas especies de mamíferos artiodáctilos de zonas desértico-cálidas. Los animales de las especies que las presentan suelen ser llamados comúnmente “gibados”. 
Es una característica natural e intrínseca de dichas especies, por lo que no debe ser confundido con la “corcova”, una anormalidad que se presenta en algunos individuos (animales o humanos) en la que los mismos muestran un arqueamiento o corvadura de su columna vertebral (a veces también se replica en el pecho) causado por una malformación de dicha estructura osteofibrocartilaginosa articulada, o la hipercifosis, coloquialmente llamada  giba, una exagerada cifosis que es habitual en personas mayores, siendo secundaria a la osteoporosis.

## Características y utilidad
El animal de una especie “gibada” se caracteriza por exhibir uno o dos bultos en su región dorsal, los que pueden cambiar de tamaño y forma según el estado fisiológico del ejemplar. En el caso de las especies que poseen dos, pueden ser del mismo tamaño, o más frecuentemente de distinto volumen, presentándose desde muy altas e infladas (formando en sus lados frontal y trasero ángulos algo superiores y hasta menores a 90°), a flácidas, caídas hacia un lado del cuerpo.
Si bien la tradición popular afirma que en ellas los animales almacenan directamente agua, cual cisterna, se demostró que no es así. Si bien las gibas sí son depósitos, no cumplen la función de acopiar agua sino en realidad tejido adiposo. Lo que ocurre es que la grasa posee la cualidad de ser un eficaz aislante térmico, manteniendo de este modo a los órganos corporales con suficiente temperatura al retener su calor (evitando que este se disipe a la atmósfera), protegiéndolos de este modo de las bajas temperaturas del exterior. Esta propiedad, que es una útil ventaja en las zonas de climas fríos, como contrapartida representa una desventaja en los climas cálidos. Como en un ambiente desértico es necesario acumular energía en forma de grasa, si esta se repartiese equilibradamente por la totalidad del cuerpo (como ocurre normalmente), los grandes animales que allí habitan padecerían de una incidencia de calor extra a la que ya deben soportar en el clima adverso en el que viven. De allí que acumular la grasa en un único lugar mantiene al resto del cuerpo fresco, permitiendo que libere el calor a la atmósfera, alejando así del peligro de una sofocación.
Cuando se metaboliza el tejido graso que se acumula en la giba, se produce más de un gramo de agua por cada gramo de grasa transformada. Mientras se libera la energía, esta metabolización de la grasa hace que el agua se evapore por los pulmones durante la respiración, pues el oxígeno es necesario para el proceso metabólico. En general, hay una disminución neta del agua corporal.
Adicionalmente también se presentan en especies de regiones templadas o frías, como las que lucen los integrantes del género de los bisontes, pero en estos las gibas toman otro tipo de forma, teniendo aspecto de lomadas suaves, formando ángulos mucho mayores que los que exhiben las gibas de especies de regiones desértico-cálidas.

## Especies que presentan giba
Una giba
- Camelus dromedarius, es el dromedario, el cual posee una sola giba. Especie doméstica de la cual no han sobrevivido poblaciones silvestres.
- Bos primigenius indicus, es el cebú, una subespecie de bovino doméstico originaria de Asia.
- Bison bison, es el bisonte americano, una especie de bovino salvaje originaria de Norteamérica.
- Bison bonasus, es el bisonte europeo, una especie de bovino salvaje originaria de Eurasia.

Dos gibas
- Camelus bactrianus, es el camello bactriano doméstico; especie de la cual no han sobrevivido poblaciones silvestres.
- Camelus ferus, es el camello salvaje o camello bactriano salvaje, el único que nunca fue domesticado.